# О Хён Гю
О Хён Гю (кор. 오현규; род. 12 апреля 2001, Намъянджу, Кёнгидо) — южнокорейский футболист, нападающий клуба «Генк» и сборной Республики Корея.

## Клубная карьера

### «Сувон Самсунг Блюуингз»
Футбол начал играть в школе Маэтан. В 2019 присоединяется к молодёжному составу «Сувон Самсунг Блюуингз». 26 апреля того же года дебютировал за основную команду в Кей-лиге 1 в матче против «Пхохан Стилерс», который клуб из Сувона выиграл со счётом 1:0. Благодаря этому появлению, в свои 18 лет и 14 дней, он становится самым молодым игроком в истории чемпионата (в марте 2021 года рекорд побит Кан Сон Джином).
В мае 2020 года был отдан в аренду в военный клуб «Сангджу Санму» (переименованном в «Кимчхон Санму» в 2021 году), где отслужил военную службу. 23 августа дебютировал в матче против «Чонбук Хёндэ Моторс». В том же матче он также отметился забитым голом, сравняв счет в игре, но его команда в итоге проиграла со счетом 1:2. В следующем туре, 29 августа, в матче против «Инчхон Юнайтед» он вновь забил гол, а его команда выиграла со счетом 3:1.
Он вернулся в «Блюуингз» в сезоне 2022 и стал лучшим бомбардиром клуба, забив 13 голов в лиге. Клубу удалось остаться в лиге, благодаря победе над «Аняном» в дополнительное время матча плей-офф за повышение/понижение.

### «Селтик»
25 января 2023 года присоединился к шотландскому клубу «Селтик» за нераскрытую сумму, которая, как сообщается, составила около 2,5 миллионов фунтов стерлингов, подписав пятилетний контракт. Он получил футболку с номером 19.
Он дебютировал 29 января 2023 года в матче лиги против «Данди Юнайтед», заменив Кёго Фурухаси на 82-й минуте, в котором «кельты» победили со счетом 2:0. Свой первый гол он забил 11 февраля в победном матче Кубка Шотландии против «Сент-Миррена» (5:1).

### «Генк»
14 июля 2024 года подписал четырёхлетний контракт с бельгийским клубом «Генк».

## Карьера за сборную
Он выступал на разных этапах молодёжных сборных Республики Кореи: до 17 лет, до 20 лет и до 23 лет. За национальную сборную дебютировал 11 ноября 2022 года в товарищеском матче против сборной Исландии, который корейцы выиграли со счётом 1:0.

## Клубная статистика
| Клуб                   | Сезон      | Лига                   | Лига  | Лига | Кубок | Кубок | Кубок лига | Кубок лига | Континент | Континент | Другое | Другое | Итог  | Итог |
| Клуб                   | Сезон      | Дивизион               | Матчи | Голы | Матчи | Голы  | Матчи      | Голы       | Матчи     | Голы      | Матчи  | Голы   | Матчи | Голы |
| ---------------------- | ---------- | ---------------------- | ----- | ---- | ----- | ----- | ---------- | ---------- | --------- | --------- | ------ | ------ | ----- | ---- |
| Сувон Самсунг Блюуингз | 2019       | Кей-лига 1             | 11    | 0    | 1     | 0     | —          | —          | —         | —         | —      | —      | 12    | 0    |
| Сувон Самсунг Блюуингз | 2021       | Кей-лига 1             | 2     | 0    | 0     | 0     | —          | —          | —         | —         | —      | —      | 2     | 0    |
| Сувон Самсунг Блюуингз | 2022       | Кей-лига 1             | 36    | 13   | 1     | 0     | —          | —          | —         | —         | 2      | 1      | 39    | 14   |
| Сувон Самсунг Блюуингз | Итог       | Итог                   | 49    | 13   | 2     | 0     | 0          | 0          | 0         | 0         | 2      | 1      | 53    | 14   |
| Кимчхон Санму (армия)  | 2020       | Кей-лига 1             | 5     | 2    | 0     | 0     | —          | —          | —         | —         | —      | —      | 5     | 2    |
| Кимчхон Санму (армия)  | 2021       | Кей-лига 2             | 33    | 5    | 2     | 2     | —          | —          | —         | —         | —      | —      | 35    | 7    |
| Кимчхон Санму (армия)  | Итог       | Итог                   | 38    | 7    | 2     | 2     | 0          | 0          | 0         | 0         | 0      | 0      | 40    | 9    |
| Селтик                 | 2022/23    | Шотландский Премьершип | 16    | 6    | 4     | 1     | 1          | 0          | —         | —         | —      | —      | 21    | 7    |
| Селтик                 | 2023/24    | Шотландский Премьершип | 8     | 1    | 0     | 0     | 0          | 0          | 2         | 0         | —      | —      | 10    | 1    |
| Селтик                 | Итог       | Итог                   | 24    | 7    | 4     | 1     | 1          | 0          | 2         | 0         | 0      | 0      | 31    | 8    |
| Общий итог             | Общий итог | Общий итог             | 111   | 27   | 8     | 3     | 1          | 0          | 2         | 0         | 2      | 1      | 124   | 31   |

1. ↑  Матчи в плей-офф повышение/понижение Кей-лиги
2. ↑  Матчи в Лиге чемпионов УЕФА

## Достижения
«Сувон Самсунг Блюуингз»
- Обладатель Кубка Республики Корея: 2019[4]

«Селтик»
- Чемпион Шотландии: 2022/23, 2023/24[13]
- Обладатель Кубка Шотландии: 2022/23, 2023/24,[14]
- Обладатель Кубка шотландской лиги: 2022/23[15]